# Walter Monslow, Baron Monslow
Walter Monslow, Baron Monslow (* 26. Januar 1895 in Wrexham; † 12. Oktober 1966) war ein britischer Gewerkschaftsfunktionär und Politiker der Labour Party, der mehr als zwanzig Jahre lang Abgeordneter des House of Commons war und 1966 als Life Peer aufgrund des Life Peerages Act 1958 Mitglied des House of Lords wurde.

## Leben
Monslow arbeitete nach dem Schulbesuch als Lokführer bei British Railways und engagierte sich auch als Funktionär in der Gewerkschaft der Lokführer und Heizer ASLEF (Associated Society of Locomotive Engineers and Firemen), deren Organisationssekretär er war. Bei den Unterhauswahlen vom 5. Juli 1945 wurde er als Kandidat der Labour Party erstmals zum Abgeordneten in das House of Commons gewählt und vertrat in diesem über zwanzig Jahre lang bis zu den Unterhauswahlen am 31. März 1966 den Wahlkreis Barrow-in-Furness.
Während der Amtszeit von Premierminister Clement Attlee wurde er 1949 zunächst Parlamentarischer Privatsekretär des Ministers für Zivilluftfahrt (Minister of Civil Aviation) Frank Pakenham, ehe er im Anschluss von Februar 1950 bis zum Ende von Attlees Amtszeit im Oktober 1951 Parlamentarischer Privatsekretär von Ernährungsminister (Minister of Food) Maurice Webb war.
Nach seinem Ausscheiden aus dem House of Commons wurde er durch ein Letters Patent vom 15. Juni 1966 aufgrund des Life Peerages Act 1958 als Life Peer mit dem Titel Baron Monslow, of Barrow in Furness in the County Palatine of Lancaster, in den Adelsstand erhoben. Seine Einführung (Introduction) in das Oberhaus erfolgte an der Seite von Arthur Champion, Baron Champion und Charles Royle, Baron Royle am 13. Juli 1966. Er gehörte damit bis zu seinem Tod knapp drei Monate später dem House of Lords als Mitglied an.